# Вулканизъм
Вулканизмът е ендогенен процес, който се е развивал и се развива и понастоящем върху земната повърхност. От проявите на този процес геолози и географи са дошли до ценни изводи за характера на земното устройство и за химизма на скалите. Известно е също, че по време на вулканизма стават процеси на орудяване. Затова в контактните зони, в жили и апофизи се разкриват находища на рудни полезни изкопаеми.
Вулканизъм е проява на вътрешните релефообразуващи процеси. В горните части на мантията и в литосферата възникват магмени огнища, в които под въздействие на големите налягания и високи температури във височина по пукнатини (канали) се издига магма. Излялата се на повърхността магма се нарича лава. По този начин се образуват характерни вулканични форми – лавови плата, вулканични конуси, лавови потоци, куполи и други. Под действие на налягането през каналите и отвора на вулкана (кратера) първоначално се изхвърлят и по-големи количества водни пари примесени с пепел, пясък и скални късове и образуват споени скални маси – туфи. В резултат от изригване и втвърдяване на лавата, се образуват вулканичните конуси. При някои вулкани не се изхвърлят пепел и скални късове, а кратерът им е зает от лавово езеро. Такива са вулканите на Хавайските острови и остров Исландия. Някои вулкани угасват, а други са активни продължително време и могат да изригват много пъти, като вулканът Везувий в Италия.

## Видове вулканизъм
В зависимост от проявите се различават два вида вулканизъм: интрузивен и ефузивен.

### Интрузивен вулканизъм
При интрузивния вулканизъм магмата не достига до земната повърхност, а застива в земната кора, като се внедрява под различна форма и между земните пластове. обикновено магмата запълва вдлъбнатините, пукнатините и диаклазите на пластовете и образува жили и дайки. Ако магмата се внедри във вид на свод между пластовете, като приповдига отгоре лежащите пластове, тя образува интрузивна форма, известна с името лаколит. Когато обаче тази интрузивна маса е с вдлъбната форма, тя се нарича лополит. При положение, че е налице грамадно подземно изригване, което разкъсва и прониква в пластовете и ги издига, тогава се образува интрузивен блок, наречен батолит. За разлика от лаколита батолитът има широка връзка с магменото огнище. В това отношение извества прилика с него има друга интрузивна форма с по-малки размери, наречена щок. У нас най-известни са батолитите от гранит, които изграждат ядрата на Рила, Пирин и Западните Родопи. От тези вътрешни магмени огнища се отделят апофизи нагоре към повърхността на земята. В отделни случаи те пробиват земната кора по определени тектонски линии или лабилни места и магмената маса се избива на повърхността.

### Ефузивен вулканизъм
При ефузивния вулканизъм магмата, достигнала до земната повърхност, изригва или просто се разлива по нея като вулканична разредена лава. от мястото на изригването, известно с името вулкан, освен лавата може да се изхвърлят също твърди и газообразни вещества. Във връзка с този процес на изригване по земната повърхност се създават нови форми, които разнообразяват релефа. От вулканичния канал и фуниевиден отвор, наречен кратер, при някои вулкани в момента на ерупцията се изхвърлят: вулканична пепел, пясък, лапили и вулканични бомби. Заедно с тези твърди материали се отделят огромни количества различни видове газове, водни пари и огнетечна лава с температура 1000 – 1250 °C. Под действието на поройните дъждове, които придружават вулканичната ерупция, се отлагат върху лавовите потоци кални и песъчливи материали, примесени с вулканична пепел, вулканични бомби и лапили. По този начин се образуват вулканични туфи. Всички тези материали заедно с постоянно изливащата се лава изграждат вулканичния конус, като той нараства както на ширина в подножието, така и на височина.

## Видове вулкани
В зависимост от формата, могат да се обособят два вида вулкани: централни и пукнатинни.

### Централни вулкани
Централните вулкани имат правилна конусовидна форма. Склоновете им са с наклон от 30 – 35°. Основен елемент на всеки вулкан е гърлото. То представлява канал, по който от дълбочина постъпва магмата и другите продукти на изригването. В най-високата част на вулкана се разполага кратерът. Той представлява вдлъбнатина, завършваща гърлото на вулкана. Понякога от главното гърло на вулкана се отделят други малки гърла, по които също става изливане на лава. Там се образуват паразитни кратери.
В зависимост от характера на изригванията и състава на лавата, се наблюдават различни типове централни вулкани.

### Пелейски тип
Името идва от името на вулкана Мон Пеле на остров Мартиника от Малките Антили. Неговата лава се характеризира с изключително голям вискозитет. Тя застива още в гърлото на вулкана, като предизвиква неговото запушване. В резултат на натрупването отдолу на голямо количество газове налягането непрекъснато нараства, докато взрив с огромна сила не изхвърли „тапата“, заедно с огромно количество твърди продукти.